# Juan Carlos Aramburu

Juan Carlos Kardinal Aramburu (1980)

Kardinalswappen

Juan Carlos Kardinal Aramburu (* 11. Februar 1912 auf Reducción, Argentinien; † 18. November 2004 in Buenos Aires) war Erzbischof von Tucumán (1953–1975) und Buenos Aires (1975–1990).

## Leben
Juan Carlos Aramburu wuchs in Spanien und Argentinien auf. Nach seiner Schulzeit studierte er an der Päpstlichen Universität Gregoriana in Rom die Fächer Katholische Theologie und Philosophie. Er promovierte in Philosophie und Kanonischem Recht. Am 28. Oktober 1934 empfing er das Sakrament der Priesterweihe, worauf er nach Argentinien zurückkehrte und bis 1946 verschiedene Aufgaben im Bistum Río Cuarto wahrnahm. Er leistete Dienst als Gemeindeseelsorger, dozierte Kanonisches Recht und betreute als Subregens die Studenten im Priesterseminar „Unsere Liebe Frau von Loreto“.
Am 7. Oktober 1946 ernannte ihn Papst Pius XII. zum Titularbischof von Plataea und zum Weihbischof in Tucumán. Die Bischofsweihe spendete ihm der Erzbischof von Córdoba Fermín Emilio Lafitte am 15. Dezember desselben Jahres. Mitkonsekratoren waren der Bischof von Río Cuarto, Leopoldo Buteler, und Weihbischof Ramón José Castellano aus Córdoba.
Am 28. August 1953 wurde er zum Bischof von Tucumán ernannt und am 1. November desselben Jahres in das Amt eingeführt. Nach der Erhebung zum Erzbistum wurde er am 13. März 1957 zum ersten Erzbischof von Tucumán ernannt.

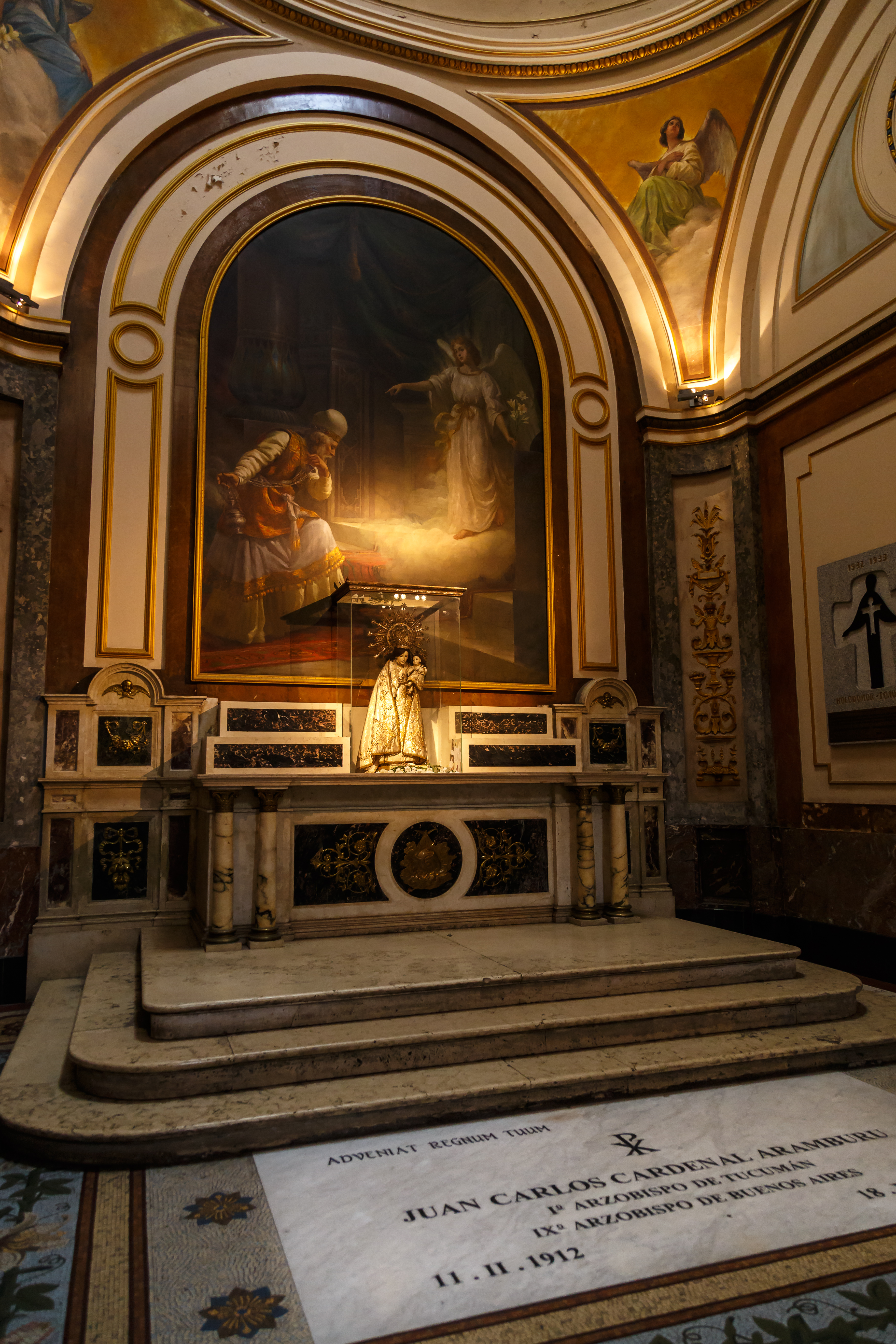
Grablege von Kardinal Aramburu in der Kathedrale von Buenos Aires

Juan Carlos Aramburu nahm in den Jahren 1962 bis 1965 am Zweiten Vatikanischen Konzil teil und beteiligte sich dort insbesondere an den Diskussionen über die Erklärung Dignitatis humanae und über die Konstitution Gaudium et spes, zu letzterer mit Bedenken.
Am 14. Juni 1967 wurde Aramburu zum Titularerzbischof von Turres in Byzacena und zum Koadjutorerzbischof von Buenos Aires ernannt. Mit dem altersbedingten Rücktritt Antonio Kardinal Caggianos wurde er am 21. April 1975 Bischof des Ordinariats für die byzantinischen Gläubigen in Argentinien und folgte ihm einen Tag später als Erzbischof von Buenos Aires nach. Am 24. Mai 1976 nahm ihn Papst Paul VI. als Kardinalpriester mit der Titelkirche San Giovanni Battista dei Fiorentini in das Kardinalskollegium auf. Er nahm am August-Konklave, aus dem Papst Johannes Paul I. hervorging, sowie am Oktober-Konklave 1978, das Johannes Paul II. wählte, teil. Kardinal Aramburu war von 1982 bis 1985 Präsident der Argentinischen Bischofskonferenz. Von einigen – auch innerkirchlichen – Seiten wurde ihm vorgeworfen, er habe Verbrechen der zwischen 1976 und 1983 herrschenden Militärjunta ignoriert. Tatsächlich unterhielt er laut einem Bericht der Zeitung El Mundo gute Beziehungen zu dem zwischen 1966 und 1970 regierenden General Juan Carlos Onganía sowie allen späteren Militärregierungen.
Am 10. Juli 1990 nahm Papst Johannes Paul II. seinen altersbedingten Rücktritt als Erzbischof von Buenos Aires an. Am 30. Oktober desselben Jahres legte er auch die Leitung der byzantinischen Diözese nieder. Er starb am 18. November 2004 in Buenos Aires nach einer Herzinsuffizienz und wurde in der dortigen Kathedrale beigesetzt.